# Ezio Felici
Ezio Felici (Siena, 17 marzo 1882 – Siena, 10 aprile 1948) è stato un giornalista, poeta, drammaturgo e bibliotecario italiano.

## Biografia
Vicino all'ideologia socialista, già nei primi anni del '900 Felici collabora con varie pubblicazioni come corrispondente da Siena; fra il 1903 e il 1910 scrive su alcune testate: La Colomba, Il Rugantino, La Chiacchiera e La Gazzetta di Siena. Dal '17 bibliotecario per il Conte Antonio Palmieri in villa delle Fornacelle, aveva già scritto tre libri di sonetti in dialetto senese: Le feste di Siena (1908), La battaglia di Monteaperti (1910) e la Brigata Spendereccia (1912), quest'ultima rifatta poi con Luigi Bonelli (1920-1921) per il libretto di un dramma da far comporre a Pietro Mascagni. I versi in senese sono spesso in forma dialogica, e di ispirazione legata alla città. Talvolta parla delle vittorie delle varie contrade al Palio.
Molti i suoi testi teatrali, dal 1909 (Una Mascherata al Teatro dei Rozzi con Federigo Ioni), fino al '29 (l'incompiuto dramma lirico Provenzan Salvani per la musica di Riccardo Zandonai), sino alla lettura alla radio di Il pazzo di Cristo,  trasmessa dall'EIAR da un suo allievo, Silvio Gigli, tra il 1942 e il 1943 insieme ad altri lavori radiofonici scritti in quel tempo. Scrisse in particolare il San Crespino per cercare di far rinascere il teatro vernacolare senese. 
Curò la veste editoriale di vari suoi libri con l'aiuto di artisti senesi come Icilio Federico Joni, Primo Lavagnini, Federico Papi e altri; ha scritto inoltre vari inni.
L'ultima sua esperienza giornalistica fu la direzione del bisettimanale Rinascita con il contributo degli Alleati e con la collaborazione dell'allievo Mario Verdone (1944-1945).

## Premi letterari
- 1946 - Premio S. Remo, Poesia dialettale con Santa Caterina.

## Onorificenze e cariche (selezione)
- 1917 – Bibliotecario e Cancellario Conte Antonio Palmieri, Le Fornacelle, San Dalmazio, Siena.
- 1920 – V. Presidente e Socio Benemerito della Associazione di Pubblica Assistenza, Siena.
- 1925 -  Rappresentante per il Comune di Siena al I Congresso Nazionale dei Dialetti, Milano.
- 1933 – Nomina a Cavaliere d'Italia.
- 1934 – Nomina a Mossiere per il Palio del 16 agosto.
- 1938 – Socio Corrispondente per la sezione Lettere “Accademia per le Arti e per le Lettere in Siena”.
- 1942 – 1948 Socio Ordinario per Lettere “Accademia Senese degli Intronati”.
- 1945 – Presidente Associazione Sesto Braccio, Siena.
- 1946 – Priore Provvisorio Lega Popolare della Regione dell'Ombrone, Siena.

## Opere

### Pubblicazioni edite in vita (selezione)
- 1908 - Le feste di Siena, (sonetti in vernacolo - dialogo tra popolani) prefazione prof. Gildo Valeggia, Edizione Tipografica Nuova, Siena.
- 1910 - La Battaglia di Montaperti, (sonetti in vernacolo), copertina Ferruccio Pasqui, Società editrice Palagi, Genova.
- 1912 - La Brigata spendereccia, (sonetti in vernacolo) copertina di Icilio Federico Ioni) Edizione Tipografica Nuova, Siena.
- 1914 - La Conferenza di Federzoni, (Racconto d'un popolano in vernacolo), disegni di Primo Lavagnini, Tipografia Editrice Carlo Meini, Siena.
- 1919 - A palle ferme, (dialoghi in vernacolo tra popolani per l'agitazione del caro viveri e lo sciopero internazionale) disegni di Aldo Piantini e Federico Papi, Premiata Tipografia Nuova, Siena.
- 1920 - Santa Caterina, (racconto poetico in vernacolo), prefazione di Paolo Orano, litografie di Virgilio Marchi, Edizioni Giuntini Bentivoglio, Siena.
- 1921 - La poesia del dolore, (poesie in lingua), copertina di Dario Neri, Edizioni Giuntini Bentivoglio, Siena.
- 1922 - Sonetti senesi, (sonetti in vernacolo su fatti di cronaca e vita quotidiana e  La conversione di Brandano), disegni di Federico Martelli, Edizioni Lazzeri, Siena.
- 1926 - La brigata spendereccia, con Luigi Bonelli (dramma lirico in 3 atti), scenografie di Dario Neri, Edizioni La Diana, Siena.
- 1927 - San Crespino, (per la nascita di un teatro vernacolare, commedia in 2 atti + 1), Edizioni La Diana, Siena
- 1928 - Notti senesi, (poesie in lingua) acquarelli di Aldo Piantini, Edizioni Alinari, Firenze.
- 1929 - Il Palio di Siena, (sonetti in vernacolo), copertina e illustrazioni di Dario Neri, prefazione di Renzo Larco, Officine grafiche Ex Combattenti, Siena.
- 1938 - Poemetti Senesi (in vernacolo), Tipografia Editrice Ex Combattenti, Siena.[9]

### Pubblicazioni postume
- 1960 - Notti senesi, II ristampa con illustrazioni di Emilio Montagnani, prefazione di Aldo Lusini, Edizioni Fonte Gaia, Siena.
- 1970 - Santa Caterina, III ristampa, Tipografia L'Ancora, Siena.
- 1978 - Aneliti (prosa inedita di vita vissuta) prefazione di Arrigo Pecchioli, Tipografia Il Torchio, Siena.
- 2007 – IL PRISMAmultimedia ha pubblicato in tiratura limitata le Commedie (escluso Provenzan Salvani) tra cui l'inedita “Tavola a fondo oro” e i due libretti di sonetti: “A palle ferme” e “La conferenza Federzoni”.

## Opere teatrali
- 1909 - Mascherata (dieci scene)
- 1925 - San Crespino, (per la nascita di un teatro vernacolare, in 2 atti + 1)
- 1928 - Il Campanile (atto unico)
- 1929 - La tavola a fondo oro (3 atti)
- 1929 – Provenzan Salvani per la musica di Riccardo Zandonai

## Inni e cantate
- 1910 - Inno per l'Associazione Giordano Bruno, musica Giovanni Murtula
- 1912 - Inno per L'Associazione della Pubblica Assistenza, musica Giovanni Bonnoli
- 1921 - A Luigina Baglioni, musica Alessandro Billi
- 1923 - Cantata a Siena, per il  Conte Guido Chigi Saracini in occasione della inaugurazione della Sala dei Concerti, musica di Enrico Bossi.
- 1920 - Inno alla contrada della Lupa (per una vittoria mancata)
- 1928 - Inno della contrada Capitana dell'Onda, musica Giovanni Bonnoli
- 1926 - Inno della Umanitaria (Associazione di Mutuo Soccorso e Previdenza per gli operai di ambo i sessi, fondata nel *1861)
- 1930 - Inno alla contrada della Tartuca, musica Baldo Brandi
- ??? - O Padre Nostro, Inno alla Pace, musica Lorenzo Perosi
- 1934 - Inno della contrada della Lupa, musica Leonida Botarelli
- 1937 - Canto del Dopolavoro, musica E.A.Mario
- 1937 - Inno per la Mostra dei Vini Pregiati Italiani, musica Roberto Zucchi
- 1942 - Nel Giardino, musica di Antonio di Jorio